# Ação Social Democrata Independente
A Acção Social Democrata Independente (ASDI) foi um partido de esquerda português fundado em 1979, tendo-se inscrito oficialmente no Supremo Tribunal de Justiça em 27 de Junho de 1980. Formou-se após o abandono de alguns deputados do PPD/PSD, entre os quais António de Sousa Franco, Joaquim Magalhães Mota e Sérvulo Correia, entre outros. Advogava uma democracia política, económica, social e cultural que promovesse a liberdade e a igualdade, tendo como referência os princípios do socialismo personalista e democrático.
Dos seus membros faziam ainda parte Olívio França, Artur da Cunha Leal, Guilherme de Oliveira Martins, Jorge Miranda, Manuel Tilman e António José Marques Mendes.
O partido participou nas eleições legislativas de 1980 em coligação com o Partido Socialista (PS) e com a União da Esquerda para a Democracia Socialista (UEDS), sob a denominação de Frente Republicana e Socialista (FRS).
Não obstante não se encontrar formalmente extinto, a dissolução foi deliberada no seu II Congresso Nacional, em 12 de janeiro de 1985.

## Resultados Eleitorais

### Eleições legislativas
| Data | Líder                   | Cl.                              | Votos                            | %                                | Deputados | +/- | Status   | Notas |
| ---- | ----------------------- | -------------------------------- | -------------------------------- | -------------------------------- | --------- | --- | -------- | ----- |
| 1980 | António de Sousa Franco | Frente Republicana e Socialista  | Frente Republicana e Socialista  | Frente Republicana e Socialista  | 4 / 250   |     | Oposição |       |
| 1983 | António de Sousa Franco | Nas listas do Partido Socialista | Nas listas do Partido Socialista | Nas listas do Partido Socialista | 3 / 250   | 1   | Governo  |       |

### Eleições autárquicas
(Resultado que excluem os resultados de coligações envolvendo o partido)
| Data | Cl.  | Votos | %             | Presidentes CM | Vereadores |
| ---- | ---- | ----- | ------------- | -------------- | ---------- |
| 1982 | 11.º | 7 156 | 0,14 / 100,00 | 1 / 305        | 7 / 1 913  |

| Municípios          | 1982  | 1982 |
| ------------------- | ----- | ---- |
| Elvas               | 1 / 7 | 4.º  |
| Lajes das Flores    | 3 / 5 | 1.º  |
| Olhão               | 1 / 7 | 4.º  |
| Pampilhosa da Serra | 1 / 5 | 2.º  |
| Valença             | 1 / 7 | 4.º  |